# 未来のミュージアム
「未来のミュージアム」（みらいのミュージアム）は、Perfumeの17枚目のシングル。2013年2月27日にPerfume Records / ユニバーサルJから発売された。

## 解説
前作「Spending all my time」以来約半年ぶりのシングル。表題曲「未来のミュージアム」 は、映画『映画ドラえもん のび太のひみつ道具博物館』の主題歌であり、Perfumeにとって映画の主題歌を担当するのは初めてである。またドラえもん映画の主題歌を平成生まれが歌うのも初である。楽曲自体は2012年11月24日にシンガポールで行われた「Perfume WORLD TOUR 1st」の最終公演にて発表され、ステージにはドラえもんが登場した。初回限定盤のジャケットは『ドラえもん』の登場キャラクター風に描かれたPerfumeであり、Perfume側のオファーを受けたドラえもんのアニメーターが描き下ろした。また、ジャケット表記が「Per・f・ume」となっており、原作者の藤子・F・不二雄へのオマージュとなっている。他にもこの曲で三人はひみつ道具の一つ「シャーロック・ホームズセット」を思わせる探偵風ステージ衣装を着用しており、ダンスにもドラえもんのひみつ道具をイメージした振り付けが使用されている。

## 収録曲

### CD
| 全作詞・作曲: 中田ヤスタカ（編曲含む）。 |                                                |                           |                           |      |
| #                                        | タイトル                                       | 作詞                      | 作曲・編曲                | 時間 |
| 1.                                       | 「未来のミュージアム」                         | 中田ヤスタカ （編曲含む） | 中田ヤスタカ （編曲含む） | 3:22 |
| 2.                                       | 「だいじょばない」                             | 中田ヤスタカ （編曲含む） | 中田ヤスタカ （編曲含む） | 3:05 |
| 3.                                       | 「未来のミュージアム -Original Instrumental-」 | 中田ヤスタカ （編曲含む） | 中田ヤスタカ （編曲含む） | 3:22 |
| 4.                                       | 「だいじょばない -Original Instrumental-」     | 中田ヤスタカ （編曲含む） | 中田ヤスタカ （編曲含む） | 3:06 |
| 合計時間:                                | 合計時間:                                      | 12:55                     |                           |      |

DVD（初回限定盤のみ）
1. 未来のミュージアム -Video Clip-